# SHOUT! (漫画)
『SHOUT!』（シャウト）は、奥嶋ひろまさによる日本の漫画。『ヤングキング』（少年画報社）にて2007年6号から2009年4号まで連載された。単行本は全6巻。

## 概要
兵庫県三木市を舞台に、けんかを繰り返してきた主人公の男子高校生・ハルが地下格闘場SHOUTの頂点をとるという夢を持って、ハルの友人のカメラ小僧バンブーと共に成長するストーリーである。周辺の建物や施設として、作者の母校である兵庫県立三木北高等学校や神戸電鉄粟生線が登場する。

## 登場人物
ハル
本名は水野春生。
バンブー
ハルの友人。
難波淳平
ハルと「約束」をする。

## 書誌情報
- 奥嶋ひろまさ『SHOUT!』少年画報社〈ヤングキングコミックス〉全6巻
  1. 2007年10月26日発売、ISBN 978-4785928704
  2. 2008年1月28日発売、ISBN 978-4785929077
  3. 2008年5月9日発売、ISBN 978-4785929572
  4. 2008年9月26日発売、ISBN 978-4785930301
  5. 2009年1月26日発売、ISBN 978-4785930950
  6. 2009年4月13日発売、ISBN 978-4785931384